# Maria Jeritza

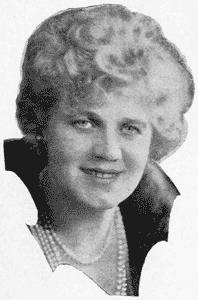
Maria Jeritza

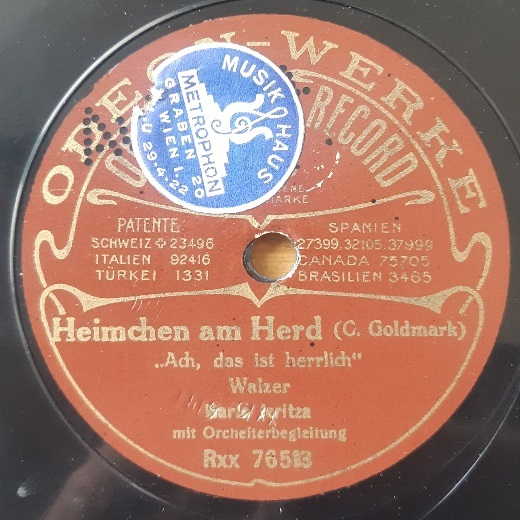
Schallplatte von Maria Jeritza (Berlin 1914)

Maria Jeritza, eigentlich Maria Marcellina Jedlicka, auch Mizzi Jedlitzka und Marie Jedličková, (* 6. Oktober 1887 in Brünn, Österreich-Ungarn; † 10. Juli 1982 in Orange, New Jersey) war eine tschechisch-österreichisch-amerikanische Opernsängerin (Sopran). Sie galt als eine der letzten Primadonne assolute.

## Leben und Karriere
Marie Jedlicka wurde als Tochter eines Handwerkers in der mährischen Hauptstadt Brünn geboren; sie hatte vier Geschwister. Im selben Haus, eine Etage unter ihr, wohnte der später berühmte Komponist und Kapellmeister Robert Stolz, der ihr einen jüdischen Kantor als ersten Gesanglehrer vermittelte.

### Laufbahn als Sängerin
Marie Jedlicka studierte zunächst Klavier, Geige, Cello und Harfe am Brünner Konservatorium. Um sich ihren Lebensunterhalt zu verdienen, arbeitete sie als Stubenmädchen in einem Brünner Hotel. Sie erhielt in der Folge eine Gesangsausbildung in Brünn, die sie später in Prag fortsetzte, und begann als Choristin am Brünner Stadttheater. 1905 gab sie am Stadttheater Olmütz ihr Debüt als Elsa im Lohengrin, trat 1910 als Operettensopranistin am Münchner Künstlertheater auf und wurde im selben Jahr an die Wiener Volksoper engagiert, wo sie 1911 die Blanchefleur in der Uraufführung der Oper Der Kuhreigen von Wilhelm Kienzl sang. Im selben Jahr feierte sie als Offenbach-Interpretin unter der Regie von Max Reinhardt große Erfolge in München. 1912 veranlasste Kaiser Franz Joseph I. von Österreich (der Jeritza bereits 1910 in Bad Ischl gehört hatte) ihre Berufung an die Wiener Hofoper, an der sie als Primadonna assoluta große Erfolge feierte. Ebenfalls 1912 übernahm sie als Gast an der Stuttgarter Hofoper die Titelpartie in der Uraufführung der Ariadne auf Naxos von Richard Strauss. 1919 trat sie an der Wiener Staatsoper in der Uraufführung von Die Frau ohne Schatten in der Rolle der Kaiserin auf und gab in der Folge Gastspiele an allen großen europäischen Opernhäusern.
Von 1921 bis 1932 gehörte Jeritza zum Ensemble der New Yorker Metropolitan Opera, wo sie als Marietta in Erich Wolfgang Korngolds Oper Die tote Stadt debütierte. Anschließend kehrte sie an die Wiener Staatsoper zurück. 1928 war sie in der Wiener Erstaufführung der Ägyptischen Helena von Hugo von Hofmannsthal und Richard Strauss an der Seite von Gunnar Graarud zu sehen; es dirigierte der Komponist. Neben ihren Opernauftritten nahm sie auch Schallplatten auf; ihren einzigen Filmauftritt hatte sie mit der Hauptrolle in Wilhelm Thieles 1933 gedrehter Filmoperette Großfürstin Alexandra. Sie war zu diesem Zeitpunkt bereits 45 Jahre alt.
Während des Zweiten Weltkrieges arbeitete sie auf ihrem Gut in New Jersey mit, pflegte und sang für verwundete Soldaten. Nach dem Krieg beteiligte sie sich mit hohen Geldspenden am Wiederaufbau der zerstörten Wiener Staatsoper.
Ihr Sommerdomizil hatte Jeritza von 1925 bis 1951 in Unterach am Attersee in einer prächtigen Seevilla, der vormaligen Villa Eckstein, die sie 1930 umbauen ließ. Im selben Haus hatte in den Jahren 1888–1890 der Komponist Hugo Wolf geurlaubt. Das später über längere Zeit verfallene Gebäude wurde von den neuen Besitzern mittlerweile renoviert. Im Gedenken an den einstigen berühmten Sommergast heißt die Hauptstraße von Unterach heute „Maria-Jeritza-Straße“. Die Künstlerin war in ihrer Sommerfrische für ihre besonders extravaganten Hüte bekannt, mit denen sie zur Sonntagsmesse über den Dorfplatz schritt. Ebenso gab sie jeden Sommer ein Sommerfest für die Unteracher Kinder.

### Privatleben
Der erste Ehemann von Marie Jedličková aus Brünn hieß Wiener; diese Ehe dauerte jedoch nur zwei Jahre. Die geschiedene junge Operndiva heiratete mit 32 Jahren am 13. März 1919 den österreichischen Baron Friedrich Leopold Freiherr Popper von Podhragy (1886–1986), Eigentümer des Wiener Bankhauses Hermann Korti & Co. Mit dem Adelsaufhebungsgesetz 1919 verloren sie die Namensprivilegien. Mit ihm erwarb sie Gut und Schloss Unternberg bei St. Corona am Wechsel in Niederösterreich und ließ es in der Folge renovieren.  Nach einer erneuten Scheidung heiratete Jeritza am 29. Juli 1935 im kalifornischen Santa Barbara den damals 51-jährigen Filmmagnaten und Vizepräsident der Fox Film Corporation Winfield Richard („Winnie“) Sheehan (1883–1945). Mit ihrem dritten Ehemann lebte sie in Hollywood und später in New York. Nach dessen Tod heiratete sie in vierter Ehe 1948 den Geschäftsmann Irving Seery aus New Jersey, wohin sie gleichzeitig übersiedelte und bis zu ihrem Lebensende 1982 wohnte.
Maria Jeritza fand auf dem Heiligkreuzfriedhof (Holy Cross Cemetery) in North Arlington, New Jersey, ihre letzte Ruhestätte. Bereits 1924 war ihre Autobiographie unter dem Titel Sonne und Gesang erschienen. Richard Strauss widmete ihr 1948 seine letzte vollendete Komposition, das Lied „Malven“ („Der geliebten Maria, diese letzte Rose!“).

Im Jahr 1996 wurde in Wien-Donaustadt (22. Bezirk) der Maria-Jeritza-Weg nach ihr benannt.

Jeritza in jungen Jahren
Um 1910
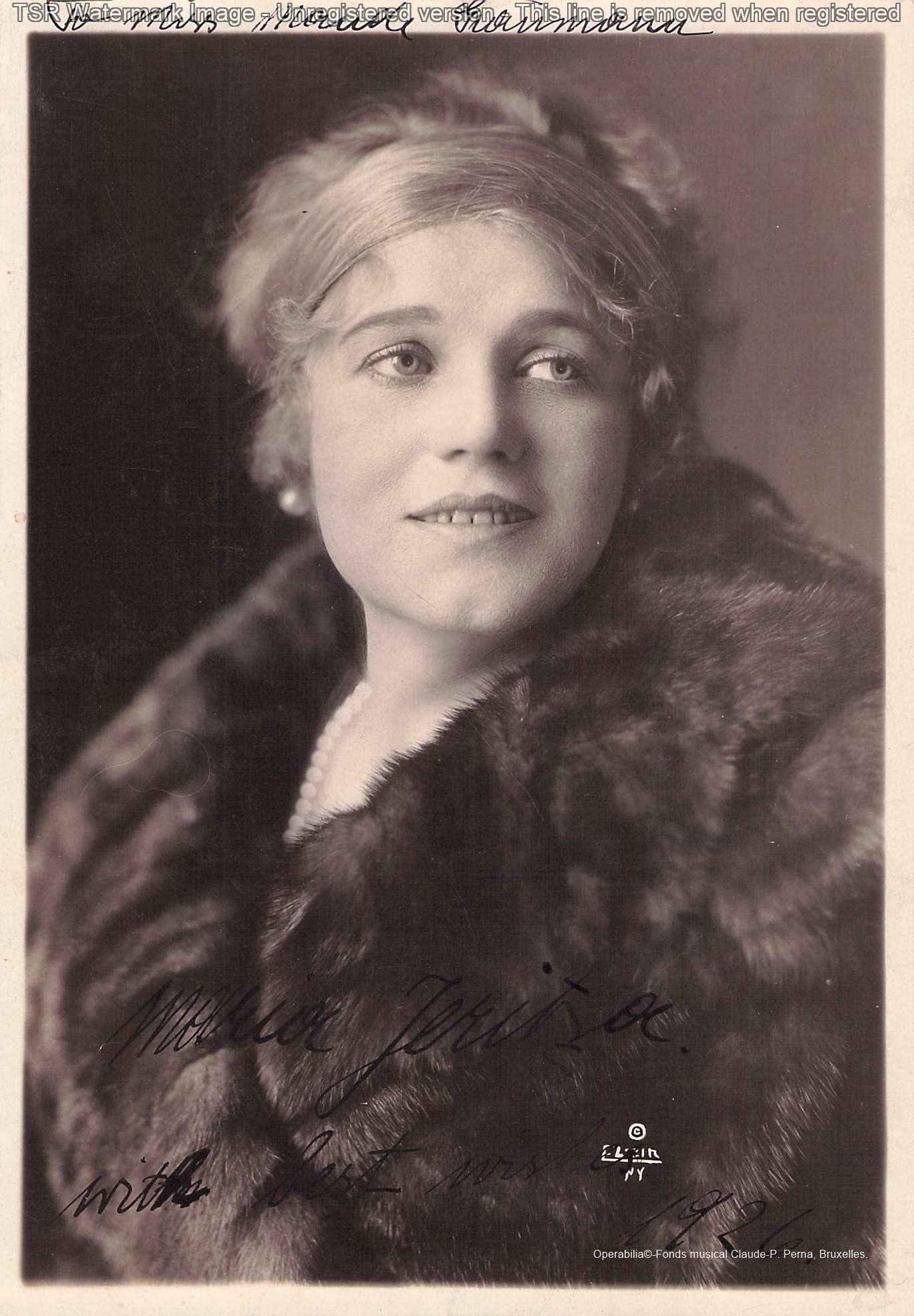
Maria Jeritza 1926
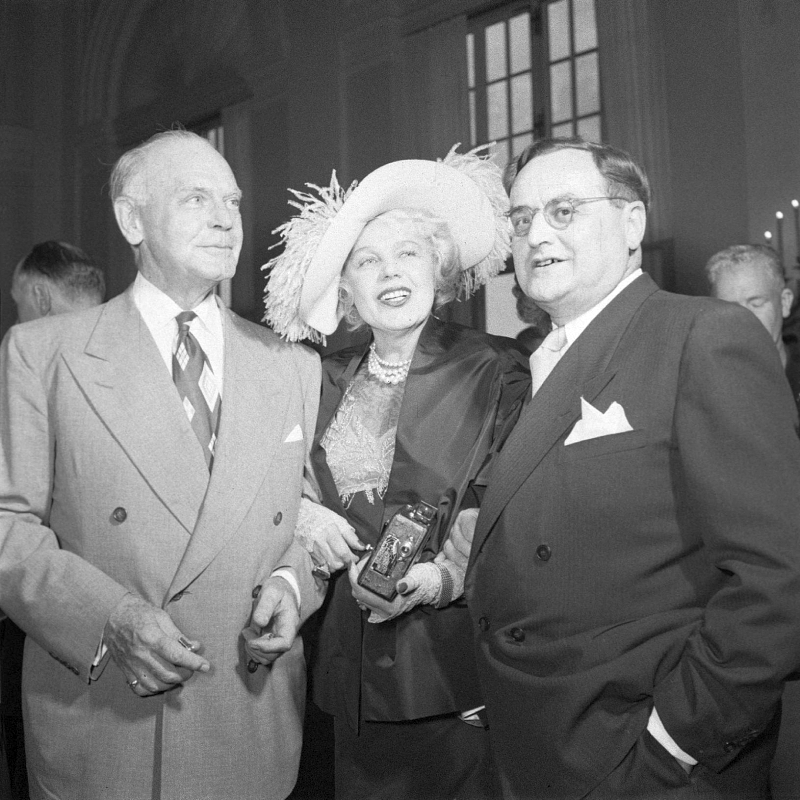
Mit Walter Joseph Donnelly und Egon Hilbert, Salzburger Festspiele 1951

## Auszeichnungen
- Kammersängerin (1913)
- Sie wurde am 5. Mai 1928 von König Christian X. von Dänemark mit der dänischen Verdienstmedaille Ingenio et arti ausgezeichnet.[8]
- Ritterkreuz I. Klasse des österreichischen Verdienstordens (1935)[9]
- Ehrenmedaille der Bundeshauptstadt Wien (1950)
- Ritterorden vom Heiligen Grab zu Jerusalem (1955)
- Ehrenkreuz für Wissenschaft und Kunst I. Klasse (1964)
- Ehrenring der Stadt Wien (1967)[10]
- Ehrenbürgerschaft von New Orleans (1969)[11]
- Großes Goldenes Ehrenzeichen der Republik Österreich (1976)
- Ehrenmitgliedschaften:
  - Wiener Staatsoper (1923)
  - Mailänder Scala
  - Metropolitan Opera New York
  - Teatro Colón

## Autobiografie
- Sunlight and Song. A Singer's Life. Übersetzung Frederick H. Martens. London: Appleton, 1924